# 苗栗神社
苗栗神社（びょうりつじんじゃ）は、日本統治時代の台湾新竹州苗栗郡苗栗街（現 苗栗市）にあった神社である。

## 祭神
社格は県社で、能久親王・大国魂命・大己貴命・少彦名命・明治天皇を祭神としていた。

## 歴史
1938年（昭和13年）11月4日に落成し鎮座祭が行われた。1945年（昭和20年）4月12日に県社に列格した。
戦後、社殿が取り壊され、跡地には苗栗県忠烈祠が建てられた。